# Kaavvijjuaq
Kaavvijjuaq, tidigare benämnd Lee Island, är en ö i Kanada.   Den ligger i territoriet Nunavut, i den östra delen av landet, 2 000 km norr om huvudstaden Ottawa.